# فرودگاه بین‌المللی ویر سوارکار
فرودگاه بین‌المللی ویر سوارکار  (به انگلیسی: Veer Savarkar International Airport) (به زبان بومی: Port Blair Airport) یک فرودگاه همگانی  با کد یاتا IXZ است که یک باند فرود آسفالت دارد و طول باند آن ۳۲۹۰ متر است. این فرودگاه در  کشور هند قرار دارد و در ارتفاع ۴ متری از سطح دریا واقع شده‌است.

## شرکت‌های هواپیمایی و مقصدهای پروازی
| شرکت‌های هواپیمایی | مقصدهای پروازی                                                             |
| ----------------- | -------------------------------------------------------------------------- |
| ایر ایندیا        | چنای، ایندیرا گاندی، نتاجی سبهاش چندر بوس، ویساکاپاتنام                    |
| گوایر             | چنای، ایندیرا گاندی، نتاجی سبهاش چندر بوس، چاتراپاتی شیواجی فصلی: بنگالورو |
| ایندی‌گو           | چنای، ایندیرا گاندی، راجیو گاندی، نتاجی سبهاش چندر بوس                     |
| اسپایس‌جت          | چنای، ایندیرا گاندی، نتاجی سبهاش چندر بوس                                  |
| ویستارا           | ایندیرا گاندی، نتاجی سبهاش چندر بوس                                        |

### Seaplane services
| شرکت‌های هواپیمایی | مقصدهای پروازی                            |
| ----------------- | ----------------------------------------- |
| جال هانس          | Diglipur، Havelock Island، Little Andaman |